# 로랑 은쿤다
로랑 은쿤다(Laurent Nkunda)는 국민방위 민족협의회를 조직한 반군의 수장이다. 반군을 조직하기 전에는 콩고 민주 공화국의 장군이었다. 르완다 내전 후 도망친 반군들이 투치족을 사냥하기 시작한 것이 반군을 조직한 계기라고 밝혔다. 오순절교를 믿는다고 한다.